# Serafim II (patriarcha Konstantynopola)
Serafim II, gr. Σεραφεὶμ Β´ (ur. w Delvinie ok. 1690 roku, zm. 7 grudnia 1779) – ekumeniczny patriarcha Konstantynopola w latach 1757–1761.

## Życiorys
Zanim został wybrany na patriarchę Konstantynopola był metropolitą Filipopolis. Patriarchą był od 22 lipca 1757 do 26 marca 1761 r. Po obaleniu został zesłany Górę Athos. W czasie wojny rosyjsko-tureckiej (1768–1774) namawiał grecką ludność do buntu przeciwko Turkom. W 1776 r. przeniósł się do Ukrainę, gdzie zmarł w dniu 7 grudnia 1779 r. Jest pochowany w Mgarskim Monasterze Przemienienia Pańskiego.